# A-1 HKL 2015./16.
A-1 hrvatska košarkaška liga je najviši rang hrvatskog košarkaškog prvenstva u sezoni 2015./16. u kojem sudjeluje četrnaest klubova. Samo natjecanje se odvija kroz tri faze - (A-1 ligu, Ligu za prvaka i Ligu za ostanak, doigravanje za prvaka). Prvakom je teći put zaredom postala momčad Cedevita iz Zagreba.

## Sudionici
- Ribola Kaštela - Kaštel Sućurac
- Vrijednosnice Osijek - Osijek
- Kvarner 2010 - Rijeka
- Alkar - Sinj
- Split - Split
- Jolly Jadranska banka - Šibenik
- Šibenik - Šibenik
- Škrljevo - Škrljevo
- Gorica - Velika Gorica
- Zabok - Zabok
- Zadar - Zadar *
- Cedevita - Zagreb *
- Cibona - Zagreb *
- Zagreb - Zagreb

* ne sudjeluju u prvom dijelu lige, sudionici ABA lige

## Ljestvice i rezultati

### A-1 liga
| mj  | klub                 | ut | pob | por | koš+ | koš- | bod | 2. dio sezone   |
| --- | -------------------- | -- | --- | --- | ---- | ---- | --- | --------------- |
| 1.  | Zagreb               | 20 | 17  | 3   | 1717 | 1460 | 37  | Liga za prvaka  |
| 2.  | Kvarner 2010         | 20 | 14  | 6   | 1652 | 1564 | 34  | Liga za prvaka  |
| 3.  | Split                | 20 | 13  | 7   | 1569 | 1492 | 33  | Liga za prvaka  |
| 4.  | Šibenik              | 20 | 11  | 9   | 1548 | 1570 | 31  | Liga za prvaka  |
| 5.  | Gorica               | 20 | 10  | 10  | 1605 | 1580 | 30  | Liga za prvaka  |
| 6.  | Škrljevo             | 20 | 10  | 10  | 1573 | 1585 | 30  | Liga za ostanak |
| 7.  | Zabok                | 20 | 9   | 11  | 1401 | 1405 | 29  | Liga za ostanak |
| 8.  | Jolly JBS            | 20 | 8   | 12  | 1499 | 1532 | 28  | Liga za ostanak |
| 9.  | Alkar                | 20 | 8   | 12  | 1458 | 1537 | 28  | Liga za ostanak |
| 10. | Vrijednosnice Osijek | 20 | 7   | 13  | 1424 | 1490 | 27  | Liga za ostanak |
| 11. | Ribola Kaštela       | 20 | 3   | 17  | 1488 | 1719 | 23  | Liga za ostanak |

### Liga za prvaka
| mj | klub         | ut | pob | por | koš+ | koš- | bod |             |
| -- | ------------ | -- | --- | --- | ---- | ---- | --- | ----------- |
| 1. | Cedevita     | 14 | 13  | 1   | 1330 | 978  | 27  | doigravanje |
| 2. | Cibona       | 14 | 11  | 3   | 1239 | 1072 | 25  | doigravanje |
| 3. | Zadar        | 14 | 8   | 6   | 1132 | 1062 | 22  | doigravanje |
| 4. | Kvarner 2010 | 14 | 7   | 7   | 1119 | 1139 | 21  | doigravanje |
| 5. | Zagreb       | 14 | 7   | 7   | 1117 | 1180 | 21  |             |
| 6. | Split        | 14 | 5   | 9   | 1012 | 1070 | 19  |             |
| 7. | Gorica       | 14 | 4   | 10  | 1043 | 1182 | 18  |             |
| 8. | Šibenik      | 14 | 1   | 13  | 1007 | 1316 | 15  |             |

### Liga za ostanak
| Početna ljestvica Lige za ostanak (samo rezultati iz A-1 lige) | Početna ljestvica Lige za ostanak (samo rezultati iz A-1 lige) | Početna ljestvica Lige za ostanak (samo rezultati iz A-1 lige) | Početna ljestvica Lige za ostanak (samo rezultati iz A-1 lige) | Početna ljestvica Lige za ostanak (samo rezultati iz A-1 lige) | Početna ljestvica Lige za ostanak (samo rezultati iz A-1 lige) | Početna ljestvica Lige za ostanak (samo rezultati iz A-1 lige) | Početna ljestvica Lige za ostanak (samo rezultati iz A-1 lige) |
| mj                                                             | klub                                                           | ut                                                             | pob                                                            | por                                                            | koš+                                                           | koš-                                                           | bod                                                            |
| -------------------------------------------------------------- | -------------------------------------------------------------- | -------------------------------------------------------------- | -------------------------------------------------------------- | -------------------------------------------------------------- | -------------------------------------------------------------- | -------------------------------------------------------------- | -------------------------------------------------------------- |
| 1.                                                             | Zabok                                                          | 10                                                             | 6                                                              | 4                                                              | 682                                                            | 648                                                            | 16                                                             |
| 2.                                                             | Alkar                                                          | 10                                                             | 6                                                              | 4                                                              | 730                                                            | 738                                                            | 16                                                             |
| 3.                                                             | Jolly JBS                                                      | 10                                                             | 5                                                              | 5                                                              | 751                                                            | 739                                                            | 15                                                             |
| 4.                                                             | Škrljevo                                                       | 10                                                             | 5                                                              | 5                                                              | 773                                                            | 764                                                            | 15                                                             |
| 5.                                                             | Vrijednosnice Osijek                                           | 10                                                             | 5                                                              | 5                                                              | 706                                                            | 723                                                            | 15                                                             |
| 6.                                                             | Ribola Kaštela                                                 | 10                                                             | 3                                                              | 7                                                              | 753                                                            | 783                                                            | 13                                                             |

| mj.      | klub                 | Ukupan omjer za Ligu za ostanak (uključivo i međusobne rezultate iz A-1 lige) | Ukupan omjer za Ligu za ostanak (uključivo i međusobne rezultate iz A-1 lige) | Ukupan omjer za Ligu za ostanak (uključivo i međusobne rezultate iz A-1 lige) | Ukupan omjer za Ligu za ostanak (uključivo i međusobne rezultate iz A-1 lige) | Ukupan omjer za Ligu za ostanak (uključivo i međusobne rezultate iz A-1 lige) | Ukupan omjer za Ligu za ostanak (uključivo i međusobne rezultate iz A-1 lige) |    | Omjer ostvaren u Ligi za ostanak | Omjer ostvaren u Ligi za ostanak | Omjer ostvaren u Ligi za ostanak | Omjer ostvaren u Ligi za ostanak | Omjer ostvaren u Ligi za ostanak |  |
| mj.      | klub                 | ut                                                                            | pob                                                                           | por                                                                           | koš+                                                                          | koš-                                                                          | bod                                                                           | ut | pob                              | por                              | koš+                             | koš-                             |                                  |  |
| -------- | -------------------- | ----------------------------------------------------------------------------- | ----------------------------------------------------------------------------- | ----------------------------------------------------------------------------- | ----------------------------------------------------------------------------- | ----------------------------------------------------------------------------- | ----------------------------------------------------------------------------- | -- | -------------------------------- | -------------------------------- | -------------------------------- | -------------------------------- | -------------------------------- |  |
| 1. (9.)  | Alkar                | 20                                                                            | 12                                                                            | 8                                                                             | 1450                                                                          | 1438                                                                          | 32                                                                            | 10 | 6                                | 4                                | 720                              | 790                              |                                  |  |
| 2. (10.) | Zabok                | 20                                                                            | 11                                                                            | 9                                                                             | 1397                                                                          | 1317                                                                          | 31                                                                            | 10 | 5                                | 5                                | 715                              | 669                              |                                  |  |
| 3. (11.) | Vrijednosnice Osijek | 20                                                                            | 11                                                                            | 9                                                                             | 1399                                                                          | 1433                                                                          | 31                                                                            | 10 | 6                                | 4                                | 693                              | 710                              |                                  |  |
| 4. (12,) | Jolly JBS            | 20                                                                            | 11                                                                            | 9                                                                             | 1476                                                                          | 1454                                                                          | 31                                                                            | 10 | 6                                | 4                                | 725                              | 715                              |                                  |  |
| 5. (13.) | Škrljevo             | 20                                                                            | 10                                                                            | 10                                                                            | 1585                                                                          | 1562                                                                          | 30                                                                            | 10 | 5                                | 5                                | 812                              | 798                              | Kvalifikacije za A-1 ligu        |  |
| 6. (14.) | Ribola Kaštela       | 20                                                                            | 5                                                                             | 15                                                                            | 1504                                                                          | 1607                                                                          | 25                                                                            | 10 | 2                                | 8                                | 751                              | 824                              | A-2 liga                         |  |

### Doigravanje
| klub1         | pob-por       | klub2         | ut.1          | ut.2          | ut.3          | ut.4          | ut.5          |
| poluzavršnica | poluzavršnica | poluzavršnica | poluzavršnica | poluzavršnica | poluzavršnica | poluzavršnica | poluzavršnica |
| ------------- | ------------- | ------------- | ------------- | ------------- | ------------- | ------------- | ------------- |
| Cedevita      | 2-0           | Kvarner 2010  | 115:59        | 83:64         |               |               |               |
| Cibona        | 2-1           | Zadar         | 104:79        | 70:73         | 80:71         |               |               |
|               |               |               |               |               |               |               |               |
| završnica     |               |               |               |               |               |               |               |
| Cedevita      | 3-0           | Cibona        | 87:76         | 97:83         | 84:77         |               |               |

     - domaća utakmica za klub1 

     - gostujuća utakmica za klub1

## Klubovi u međunarodnim natjecanjima
- Euroliga
  - Cedevita, Zagreb
- FIBA Europe Cup
  - Cibona, Zagreb
- ABA liga
  - Zadar, Zadar
  - Cedevita, Zagreb
  - Cibona, Zagreb
- Alpe Adria Cup
  - Kvarner 2010, Rijeka
  - Zagreb, Zagreb

## Poveznice
- A-2 liga 2015./16.
- B-1 liga 2015./16.
- C liga 2015./16.
- Kup Krešimira Ćosića 2015./16.
- ABA liga 2015./16.
- Alpe Adria Cup 2015./16.
- ULEB Euroliga 2015./16.